# Guy Trévoux
Guy Trévoux est un écrivain français, également compositeur et céramiste, né le 5 juillet 1920 à Lorient, mort le 31 mars 2011 à Saint-Jean-Trolimon.

## Biographie
Guy Trévoux résidait à Saint-Jean-Trolimon dans le Finistère. Il a conçu des œuvres pour la faïencerie Henriot de Quimper, comportant notamment des motifs de coquillage sur fonds noir.

## Publications
- Lettres, Chiffres et Dieux, Éditions du Rocher, coll. « Gnose », Monaco, 1979, 380 p.,  (ISBN 978-2-268-00052-7).
- Moi Salomé, épouse de Jésus : roman, Éditions du Rocher, Monaco, 1997, 485 p.,  (ISBN 978-2-268-02606-0).
- L'Origine des rites et symboles maçonniques, Éditions du Rocher, coll. « Pierre philosophale », Monaco, 2002, 349 p.,  (ISBN 978-2-268-04148-3).

## Traductions
- Robert Graves, La Déesse blanche : un mythe poétique expliqué par l'histoire (traduit de l'anglais par Guy Trévoux), Éditions du Rocher, coll. « Gnose », Monaco, 1979, 582 p.,  (ISBN 978-2-268-00034-3). – Réédition, sous le titre « Les Mythes celtes : la déesse blanche » : mêmes éditeur, collection, lieu de publication et pagination, 1989,  (ISBN 978-2-268-00804-2). – Réédition, sous le titre « Les Mythes celtes : la déesse blanche » : même éditeur, coll. « Brocéliande », mêmes lieu de publication et pagination, 1995,  (ISBN 978-2-268-02046-4).